# Hacienda de Santa Fe Tetelco
La hacienda de Santa Fe Tetelco fue una finca rural que se ubicó en terrenos que actualmente pertenecen a las delegaciones de Tláhuac y Milpa Alta en la Ciudad de México y el municipio mexiquense de Chalco en México. La ubicación de su casco está en el pueblo de San Nicolás Tetelco, que fue fundado por desterrados de Míxquic con el nombre de Santa Fe Teteltzinco de los Ahuehuetes. Las ruinas del casco y la capilla de la hacienda están considerados como monumentos históricos por el INAH y el conjunto es uno de los puntos más emblemáticos del pueblo de San Nicolás Tetelco y también constituye uno de los vértices de la línea limítrofe entre Tláhuac y Milpa Alta.
Al parecer, la hacienda fue fundada en el siglo XVI y su primer dueño pudo haber sido Juan de Uriarte, quien la vendió en 1703 a Francisco de Ceballos. Al final del siglo XIX fue parte de los dominios de Íñigo Noriega, migrante español en México que a partir de su amistad con Porfirio Díaz se hizo con la posesión de numerosas fincas en todo el país. Durante la Revolución mexicana, fue quemada por fuerzas zapatistas. Al principio de la década de 1920, se ostentaba como propietaria de la finca la señora Carolina Bate. A ella le correspondió enfrentar el reparto agrario derivado de la Revolución mexicana. Los pueblos de Tetelco, Míxquic y Tecómitl reclamaban los terrenos de la hacienda.
Bate argumentaba que como la superficie de la hacienda era pedregosa a causa de su ubicación al pie del Ayaquémetl que lejos de constituir un beneficio para los campesinos, representaría un perjuicio por el nivel de inversión que requería para reactivarse. Los argumentos de la señora Bate fueron desechados por el gobierno de México, que entregó la tierra en calidad de ejido al pueblo de Tetelco. Se dio el plazo de un año a la propietaria para que recogiera la cosecha y desocupara el predio. En 1930, la hacienda se redujo a una pequeña propiedad de 42 hectáreas inafectables por nuevos repartos, lo que representó una pérdida de más de 1400 hectáreas para la propietaria.

## bibliografía
- Escobar Ohmstede, Antonio (1998). Estudios campesinos en el Archivo General Agrario. Volumen 2. Ciudad de México: Ciesas. ISBN 9789684963771.
- Hernández, Elia Rocío y Teresa Rojas Rabiela (1998). «El reparto agrario y la transformación agrícola en Tláhuac, 1856-1992». En Escobar Ohmstede, A. (2008): 89-143.